# Gevlekte boniet
De Gevlekte boniet (Cybiosarda elegans) is een straalvinnige vis uit de familie van makrelen (Scombridae) en behoort derhalve tot de orde van baarsachtigen (Perciformes). De vis kan maximaal 45 cm lang en 2000 gram zwaar worden. Het is de enige vis binnen het geslacht
Cybiosarda.

## Leefomgeving
Cybiosarda elegans is een zoutwatervis. De vis prefereert een tropisch klimaat en leeft hoofdzakelijk in de Grote Oceaan. De diepteverspreiding is 0 tot 50 m onder het wateroppervlak.

## Relatie tot de mens
Cybiosarda elegans is voor de visserij van beperkt commercieel belang. In de hengelsport wordt er weinig op de vis gejaagd.